# Гава Марія Андріївна
Марія Андріївна Гава (нар. 1949) — українська радянська діячка, ланкова колгоспу «Жовтень» Таращанського району Київської області. Депутат Верховної Ради СРСР 9-го скликання.

## Біографія
Народилася в селянській родині. Станом на 1974 рік — член ВЛКСМ. Освіта середня.
З 1964 року — колгоспниця, з 1966 року — ланкова колгоспу «Жовтень» Таращанського району Київської області.
Депутат Ради Союзу Верховної Ради СРСР 9 скликання (1974—1979) від Миронівського виборчого округу № 495 Київської області. Член Комісії з питань торгівлі, побутового обслуговування і комунального господарства Ради Союзу.